# 梅瑟蒂德菲爾和拉姆尼 (英國國會選區)
梅瑟蒂德菲爾和拉姆尼（英語：Merthyr Tydfil and Rhymney），英國國會一郡選區，位於威爾斯南部梅瑟蒂德菲爾全部和卡菲利北部。始設於1983年。
本區自創設以來一直支持工黨。大衛·哈佛在2010年大選中以43.7%選票勝出該區，二度連任。